# Martin Stephan (Geistlicher)
Martin Stephan (* 13. August 1777 in Stramberg bei Neutitschein, Mähren; † 26. Februar 1846 in Prairie, Randolph County, Illinois) war ein deutsch-amerikanischer Geistlicher. Er war der charismatische Führer der sächsischen Auswandererbewegung und hatte damit direkten Einfluss auf die Entstehung der Lutheran Church – Missouri Synod. 

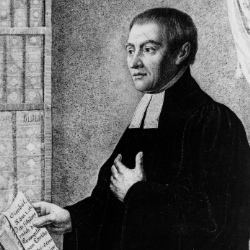
Martin Stephan

## Leben
Martin Stephan wurde als Sohn tschechischer römisch-katholischer Eltern geboren, welche zum evangelischen Glauben übergetreten waren. Sie starben beide bald nach seiner Geburt. So war er zunächst aus rein materiellen Gründen von jeglicher höherer Bildung ausgeschlossen und verdingte sich als Leineweber. 1797 (nach anderen Angaben 1799) kam er nach Breslau und schloss sich einem Zweigverein der pietistischen Deutschen Christentumsgesellschaft an. Nur durch dessen Unterstützung und dem Entgegenkommen des Schulrektors Johann Ephraim Scheibel konnte er 1802 (nach anderen Angaben 1803) in das Breslauer St. Elisabetgymnasium eintreten. Johann Ephraim Scheibel, Rektor von 1788 bis 1809, war der Vater von Johann Gottfried Scheibel, welcher sechs Jahre jünger als Stephan bereits 1801 an die Universität Halle ging. Es kann aber davon ausgegangen werden, dass Stephan den einzigen Sohn seines Förderers bereits in Breslau kennengelernt hat. Martin Stephan und Johann Gottfried Scheibel wirkten beide später in und bei Dresden als führende Repräsentanten der obersächsischen Erweckungsbewegung.
Stephan studierte von 1804 bis 1809 in Halle (Saale) und Leipzig Theologie, bekleidete eine Pfarrstelle im böhmischen Haber (Habřina) und wurde 1810 zum Prediger der böhmischen Exulanten-Gemeinde in Dresden und somit an die dortige Johanniskirche berufen.
Stephan heiratete Juliane Adelheid Knöbel († 1844), eine Enkelin des Sächsischen Königlichen Architekten und Oberlandbaumeisters Johann Friedrich Knöbel. Der älteste, damals 16-jährige Sohn Martin Stephan (Knöbels Urenkel) wanderte 1838 mit der vom gleichnamigen Vater (Pfarrer Martin Stephan) organisierten und geführten, wahrscheinlich größten evangelischen Auswanderungsbewegung des 19. Jahrhunderts nach Missouri aus (dort mit den 665 Auswanderern Gründung der „Apostolisch-lutherischen Episkopalkirche zu Stephansburg“), kehrte 1840 nach Dresden zurück, studierte hier bis 1844 Architektur, bis 1847 in Leipzig Theologie und kehrte 1847 wieder in die USA nach Missouri zurück.
In seinen Predigten kritisierte Martin Stephan sowohl die moderne, liberale Theologie seiner Zeit, die er als ungläubig bezeichnete, als auch den Pietismus, der ihm zu weich erschien. Seine Predigten konzentrierten sich überwiegend auf die Themen „Erbsünde“ und „Christi Versöhnungstod“. Zudem vertrat Stephan eine antiökumenische Theologie, indem er betonte, dass es außerhalb der sichtbaren lutherischen Kirche kein Heil gäbe.
Zugleich ordnete er die Gemeinde streng hierarchisch mit dem Pfarrer an der Spitze. Für seine Überzeugungen nahm er bald eine Art Unfehlbarkeit in Anspruch. Manche seiner Anhänger sahen in dem von ihm herausgegebenen Predigtband eine Art Bekenntnisschrift. Während seiner Zeit an der Dresdner St. Johanniskirche sammelte er eine Personalgemeinde von „Erweckten“, die in der Öffentlichkeit und Literatur als Stephanianer bezeichnet wurden. Zu den über tausend Hörern, die sich zu seinen Gottesdiensten versammelten, zählte auch der sächsische Staatsminister Detlev von Einsiedel.
Die sichtbare lutherische Kirche verkündete er für allein seligmachend, außer der es kein Heil geben könne. Sein Predigeramt sah er als Gnadenmittel, ohne das es keinen Glauben und keine Seligkeit gäbe, und ihm allein stehe das Kirchenregiment zu. Damit stellte er sich selbst an die Spitze der Gemeinde. Seine Anhänger manipulierte er dahingehend, dass sie als eine in sich geschlossene Personalgemeinde nur noch seinen Rat zu befolgen hätten und geschlossene Gesellschaften bilden sollten, zu denen auch die Frauen und Töchter zugehörten. Zunehmend begann er, mit seinen engsten Vertrauten Versammlungen zu Zwecken der Erbauung und Andacht, nicht mehr nur in der Kirche, abzuhalten, sondern als private religiöse Zusammenkünfte an unterschiedlichen Orten. Mit diesem Konventikel-Wesen entzog er sich kirchlicher Kontrolle. Er verfolgte damit die Loslösung bzw. Abspaltung von der Kirche, die er als Institution nicht mehr anerkannte. Um sich der Kontrolle zu entziehen, wurden die Konventikel auch an Abenden und bis weit in die Nacht im Freien abgehalten. Vorerst wurde sein Treiben zwar von den weltlichen und kirchlichen Behörden beobachtet, aber man ließ ihn gewähren. Erst als sein persönlicher Lebenswandel in das Visier seiner Gegner kam, die Zeitungen die Gerüchte über seltsame Erbauungsstunden, nächtliche Zusammenkünfte, Umzüge und Wanderungen und seine „Wald- und Gartenbruder-Lucubrationen“ (nächtliche Studien) veröffentlichte, wurde die weltliche Obrigkeit aufmerksam und sah sich genötigt, einzugreifen. 1836 wurden die Zusammenkünfte der Anhänger Stephans verboten. Er selbst wurde unter polizeiliche Kontrolle gestellt.
Martin Stephan geriet auch in den Verdacht der Unzucht. Am 8. November 1837 verhaftete ihn die Polizei während einer dieser Zusammenkünfte in einem Weinberg in den Welzigbergen, die zur Staatsdomäne Hoflößnitz gehörten. Bereits einen Tag später wurde er von der Kirchenleitung Sachsens suspendiert. Wegen Spendenveruntreuung und Unzucht, aber auch weil bei vielen dieser Zusammenkünfte Frauen anwesend und Betten aufgestellt waren, wurde Stephan angeklagt und unter Hausarrest gestellt. Der Prozess wurde erst am 25. Oktober 1838 durch Königliche Abolition (Einstellung des Verfahrens) niedergeschlagen. Gleichzeitig wurde ihm die Ausreise gestattet. Stephan reiste am 30. Oktober 1838 mit seinem ältesten Sohn Martin aus Dresden ab und folgte seinen bereits vorher nach Bremen gereisten Anhängern. Er ließ seine Ehefrau und seine weiteren 7 Kinder in Dresden zurück.
Am 18. November 1838 reiste Stephan auf dem vorletzten Schiff Olbers von Bremen nach New Orleans. Unter den Auswanderern waren sechs Pfarrer (u. a. Ernst Keyl und Carl Ferdinand Wilhelm Walther), vier Lehrer und zehn Kandidaten der Theologie. Auch der Archivar Karl Eduard Vehse war darunter.
Während der Überfahrt des aus insgesamt 5 Schiffen bestehenden Konvois, bei der das zuletzt abgelegte Schiff „Amalia“ sank, ließ sich Martin Stephan zum Bischof der „Apostolisch-lutherischen Episkopalkirche zu Stephansburg“ ausrufen und verlangte von seinen Anhängern absoluten Gehorsam. Nach der Ankunft in New Orleans und der Weiterreise nach Perry County, Missouri, ca. 100 km südlich von St. Louis, stellte sich heraus, dass Martin Stephan die ihm anvertrauten Spendengelder und Ersparnisse der Auswanderer veruntreut und Frauen missbraucht haben soll.
Nach einem Prozess durch eine Gemeindeversammlung wurde Stephan abgesetzt und aus der Gemeinde ausgeschlossen. Die um ihre Ersparnisse gebrachten Auswanderer schickten ihn mittellos über den Mississippi River und setzten ihn am östlichen Ufer aus. In Red Bud, Illinois, im Randolph County gründete er die Trinity Church, in der er bis zu seinem Tod als Pfarrer tätig war. In einem Wiederaufnahmeverfahren Jahre später konnte keiner der Vorwürfe bestätigt werden, das Urteil der Absetzung Stephans wurde für ungültig erklärt.
Pfarrer C. F. W. Walther übernahm in dieser Krise die Leitung der Gemeinde und konnte durch die Betonung der Unfehlbarkeit der Heiligen Schrift, in deren Mittelpunkt Gottes Gesetz und das Evangelium steht, das Auseinanderbrechen der Auswanderergemeinde verhindern.
Aus der Gemeinde der Stephan-Anhänger ging die Lutheran Church – Missouri Synod hervor, die heute über zwei Millionen Mitglieder zählt. Zahlreiche sakrale Gegenstände, einschließlich eines silbernen Kelches (angeblich aus der Hand des Kurfürsten Johann Georg I. von Sachsen), sind heute im Concordia Historical Institute der Missouri-Synode in St. Louis ausgestellt.

## Werke
- Der christliche Glaube, in einem vollständigen Jahrgang. Predigten des Kirchenjahres 1824, über die gewöhnlichen Sonn- und Feiertagsevangelien. Gehalten in der St. Johanniskirche zu Dresden, 2 Theile, Dresden 1825/26.